# 철도박물관 (대한민국)
철도박물관(鐵道博物館)은 대한민국 경기도 의왕시에 위치한 한국철도공사 산하의 박물관이다.

## 개요
일제 강점기인 1935년에 용산의 철도종사원양성소 구내에 철도박물관이 설치된 것이 철도박물관의 시초다. 해방 이후 미 군정청을 거쳐 대한민국 정부가 그 운영을 인수 인계받았으나 한국전쟁으로 절대다수의 소장품이 소실되었다. 이후 각 기관에 보관되던 각종 유물류를 종합 전시할 목적으로, 1981년에 철도고등학교 구내에 철도기념관을 설립하였다. 1988년은 이를 확대 개편하여 현재의 철도박물관이 되었으며, 1997년은 서울역관을 개관했으나 2004년에 통합되었다.
2020년 현재 철도박물관은 대한민국에서 유일하게 철도만을 전시한 공립 기관이다. 철도 문화가 동호인 및 동호회 등에 의해 확산되었음에도 불구하고 이러한 이유는, 철도 운영 기관인 한국철도공사가 지속적인 적자를 발생한 상황에서 박물관을 추가로 운영할 여건이 되지 않기 때문이다.
다만 마산역, 노량진역 등의 유휴 공간에 철도 관련 물품을 전시하는 공간이 있어, 이것들을 사실상 철도박물관의 지역 분관으로 볼 수 있다.

### 연혁

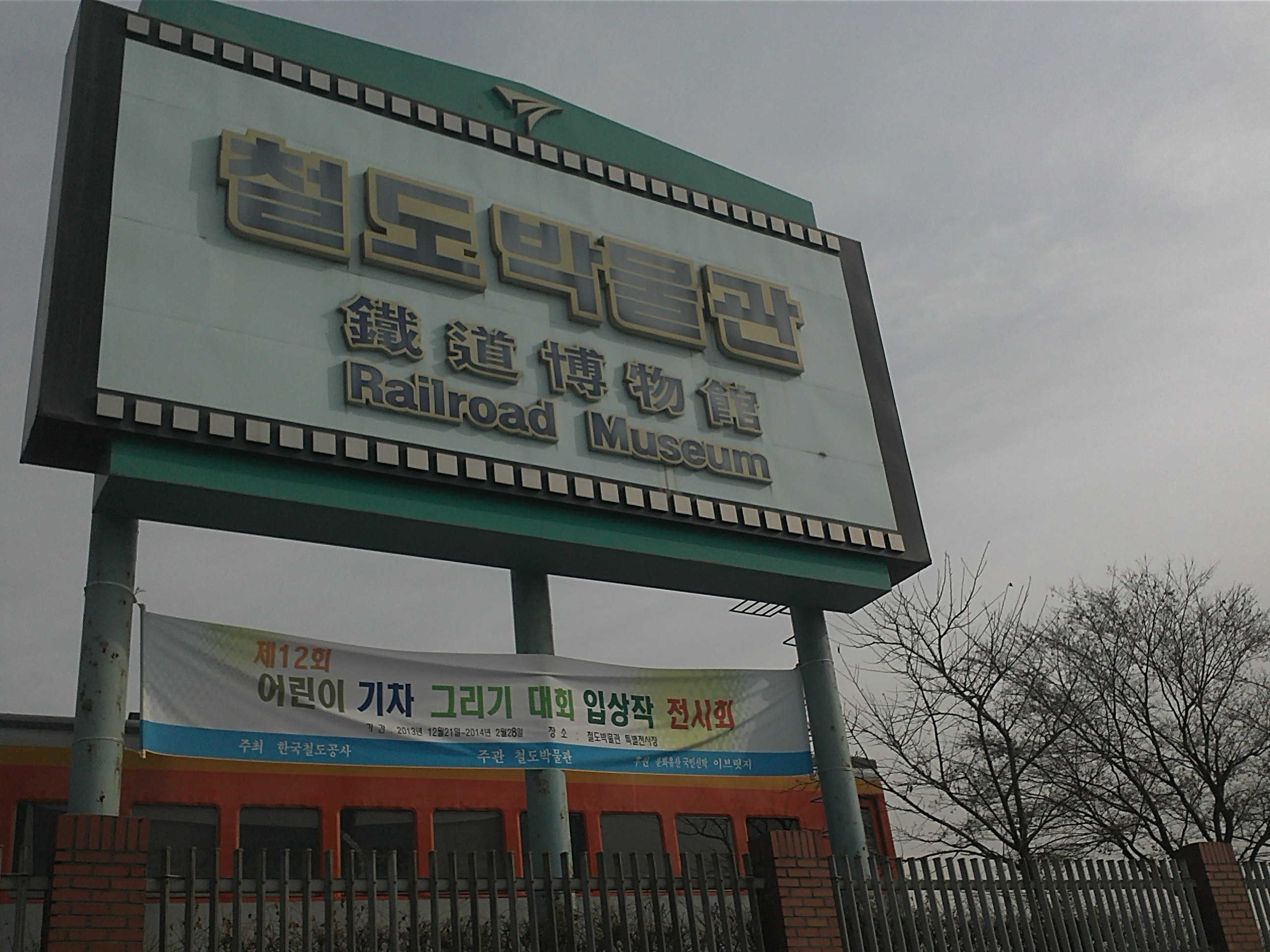
입구에 있는 표지판

- 1935년: 철도종사원양성소 구내에 철도박물관 설치
- 1948년: 대한민국 정부가 운영권 인수 인계
- 1953년: 한국전쟁으로 소장품 절대다수 소실
- 1981년 4월 13일: 철도기념관 설립 추진위원회 구성
- 1981년 10월 15일: 철도기념관 개관 (철도고등학교 실습장 내)
- 1986년 12월 4일: 철도박물관 신축 착공 (부곡교육단지 내)
- 1988년 1월 26일: 개관
- 1988년 4월 10일: 유료화
- 1988년 12월 31일: 교통공무원 교육원 교수부에 철도유물관리실을 설치하여 박물관 운영을 담당
- 1994년 2월 1일: 철도박물관을 독립기관으로 설치(철도청 현업 소속)
- 1994년 9월 15일: 서울역관 기공
- 1995년 4월 1일: 입장료 인상
- 1997년 4월 1일: 서울역관 개관 (서울역의 열차사무소 사무실이 이전해 남은 공간에 설치)
- 2001년 1월 1일: 주식회사 한국철도신문에 운영 위탁
- 2004년 1월 1일: 사단법인 철우회에 운영 위탁
- 2004년 2월 18일: 서울역관 폐지, 부곡관으로 통합 (서울역 신역사 이설에 의함)
- 2010년 1월: 1종(전문) 박물관으로 등록
- 2013년 2월 1일: 입장료를 1인당 500원에서 2000원으로 인상
- 2016년 2월 1일: 한국철도공사 (코레일) 직영으로 변경 (위탁 운영방식에서 직영방식으로 변경)

## 상설전시관

### 1층전시실

실내전시실의 모가형 증기 기관차 모형

'한국철도의 태동' 부분은 철도 이전 교통수단의 발달과 대한민국 초창기의 철도 자료가 전시되어 있다. 최초의 증기기관차인 페니다렌호와 모가형 증기 기관차의 모형, 구 서울역의 양식당인 '그릴'에 사용되었던 집기류를 볼 수 있다.
'여러 기차들의 역사' 부분은 철도 차량의 발달 과정과 종류가 전시 중이다. 또한 수도권 전철 전동차의 운전대와 유사하게 만들어진 운전대에서 모의 운전이 가능하다.
또한 '모형철도 파노라마실'에서는 대한민국에서 실제로 운행되었거나 현재 운행중인 다양한 철도 차량을 디오라마로 제작하여 하루 6회 가동한다. (동절기 5회)

### 2층전시실
'신호기의 역사' 부분은 철도의 신호·전기·통신 분야의 발달 과정이 전시 중이다. 쌍신폐색기부터 ATS용 지상자까지, 1905년부터의 관련 유물이 소장되어 있다.
'철길의 역사'에서는 철도 교통 등장 이전부터 있던 레일(궤도)이 어떻게 발전해왔는지 알려준다. 중량별 레일의 단면이 전시되어 궤도의 실제 모양과 크기를 가늠할 수 있다.
'기차표와 철도여행'은 1899년부터 현재까지의 다양한 승차권이 전시되어 있다. 에드몬슨식 승차권과 그 개표를 위한 개표·검표용 가위, 일부기(승차권에 날짜를 기입한 기계)와 승무원의 제복 등이 소장 중이다.
'미래철도실'에서는 통일 이후 유럽과 연계될 대륙 횡단 철도와 신교통수단의 차량과 종류를 전망한다. 어른 눈높이보다 높게 지구 모형을 만들어, 각 대륙의 기간 철도망을 볼 수 있게 되어있다.
'철도체험터'는 2층에 위치한 철도 문화 체험 공간이다. 당초 야외전시장의 초저항 객차 1량을 이용하였다.

### 야외전시장
19량의 철도 차량이 있으며, 그 외에도 증기동력식 기중기, 공작창 기계류 등이 보존 중이다. 1972년 제작되어 2004년까지 서울역에 설치되었던 철도기점비 또한 위치하며, KTX-산천 목업이 있으나 2013년 5월 철거되었다. 위와는 별도로 매표소 옆에 무궁화호로 도색된 객차가 1량 있는데, 이는 통일호 객차를 도색하여 구내 매점으로 이용하는 것이다.
야외전시장에 위치한 철도 차량의 목록은 아래와 같다.
- 파시형 증기 기관차 5-23호
- 미카형 증기 기관차 3-161호
- 혀기형 증기 기관차 11-13호
- 3100호대 디젤 기관차 3102호
- 우등형 전기 동차 9904호
- 우등형 디젤 액압 동차 9222-9322-9422호 (특별 동차)
- 통근형 디젤 액압 동차 672호
- 협궤 디젤 액압 동차 9160호대
- 우등형 디젤 동차 형태의 특별 동차 1, 2, 5, 6호
- 디젤 액압 동차 형태의 특별 동차 8호
- 1000호대 전동차 1001호-1315호-1115호 (일명 초저항)
- 통일호 객차 13069호
- 통일호 객차 13101호
- 비둘기호 객차 12061호
- 협궤 객차 18011호
- 귀빈 객차 16호 (대통령 전용 객차)
- 귀빈 객차 17호 (주한 UN군 사령관 전용 객차)
- 디젤 난방차 905호
- 협궤 무개 화차 91031호
- 협궤 유개 화차 90013호
- EMU-250

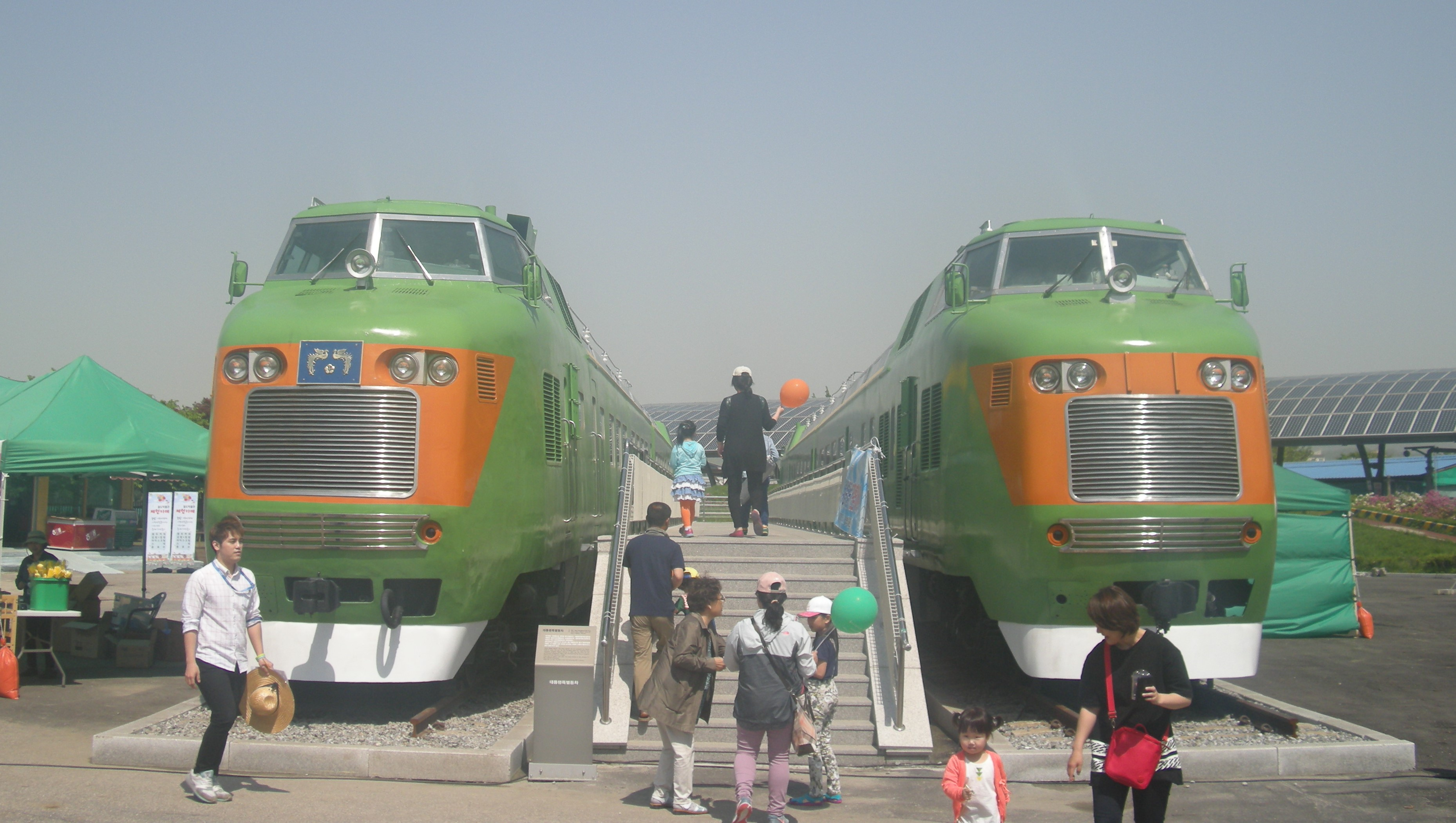
대통령 특별 동차 1·2호(왼쪽), 5·6호(오른쪽)
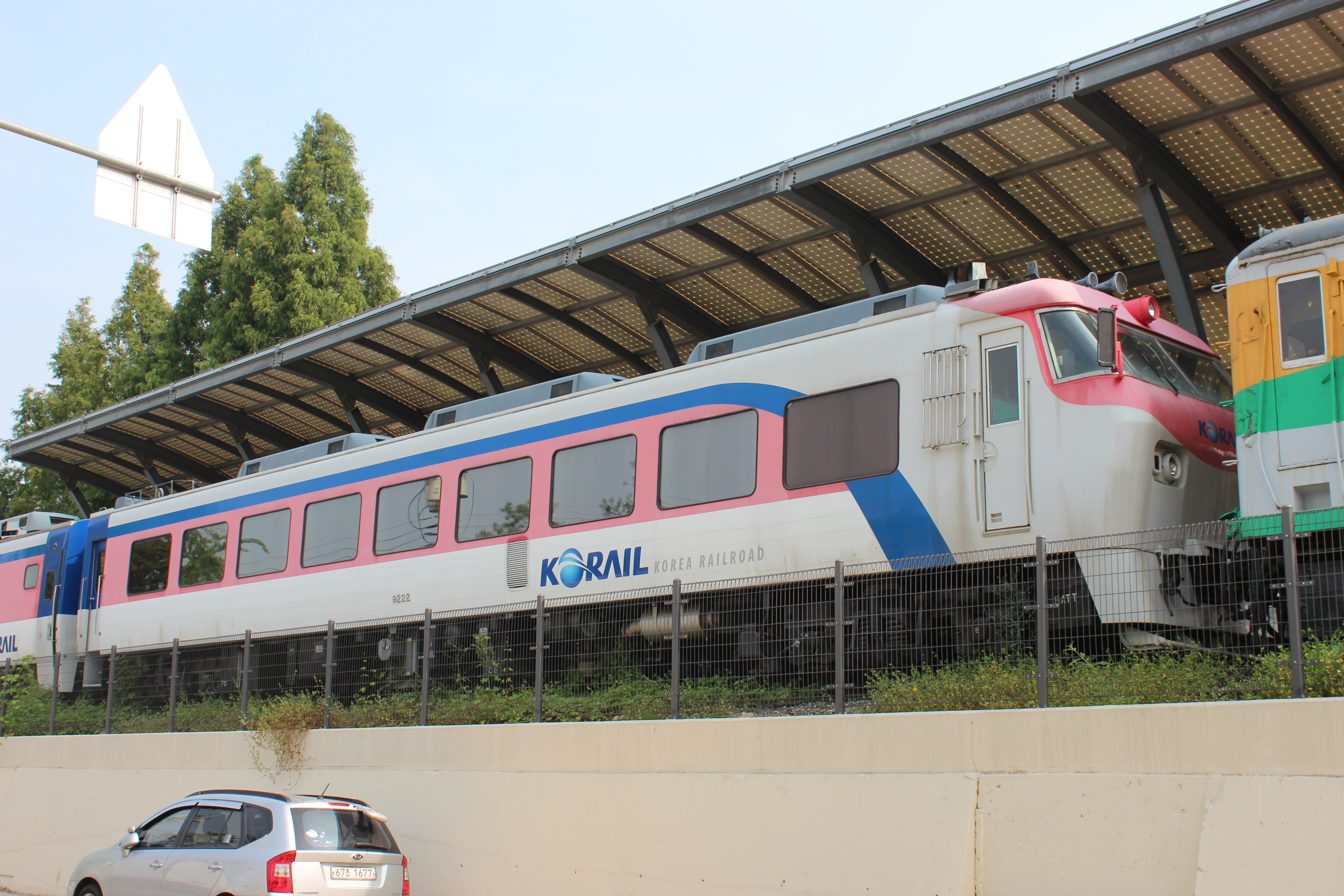
비즈니스 동차
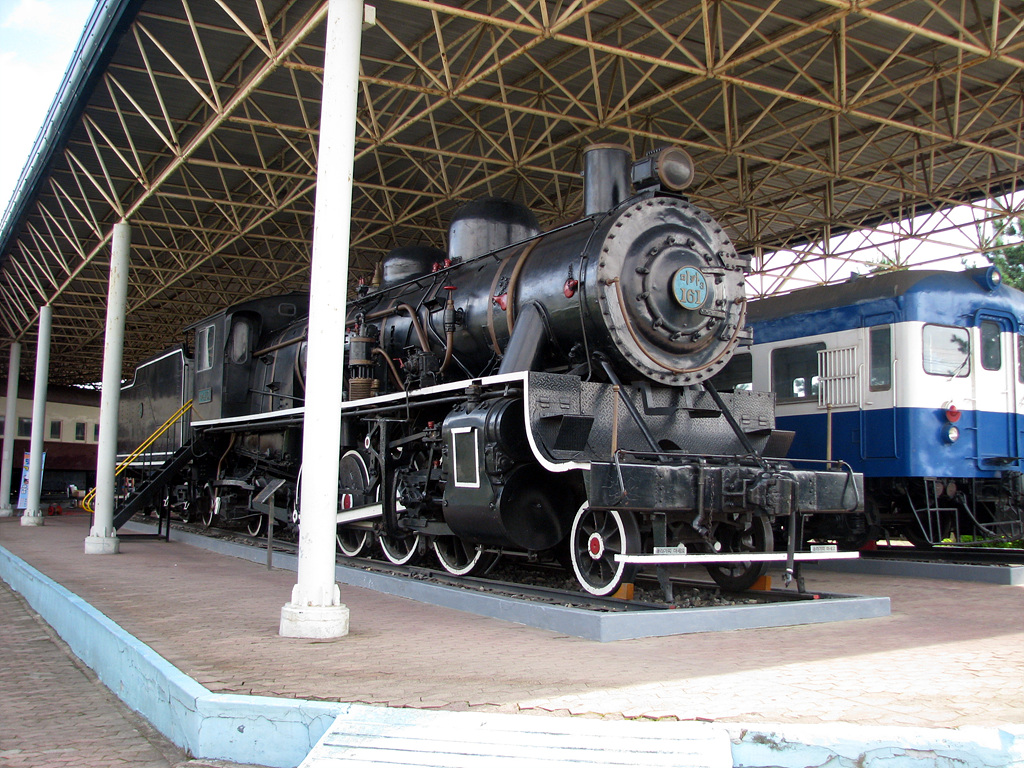
미카형 증기 기관차 3-161호
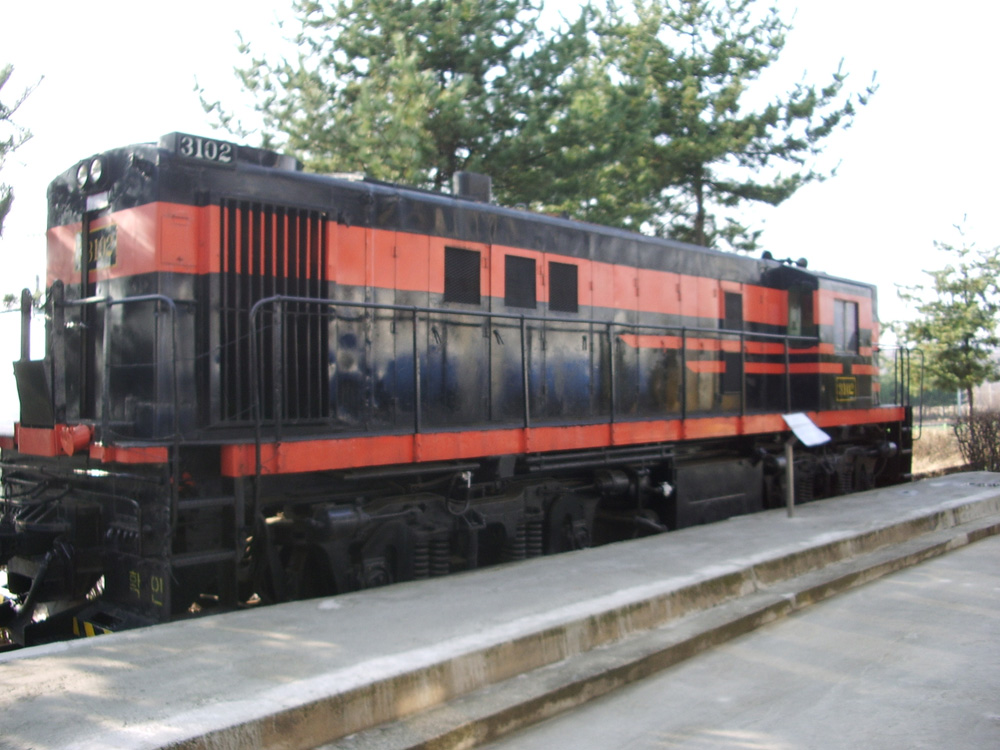
3102호 디젤 기관차
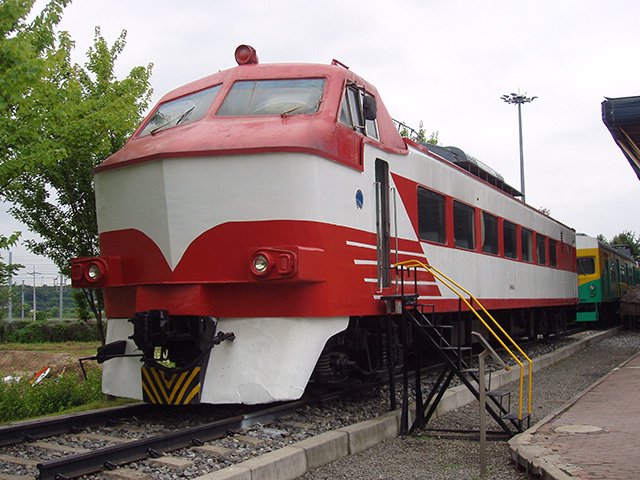
우등형 전기 동차 9904호
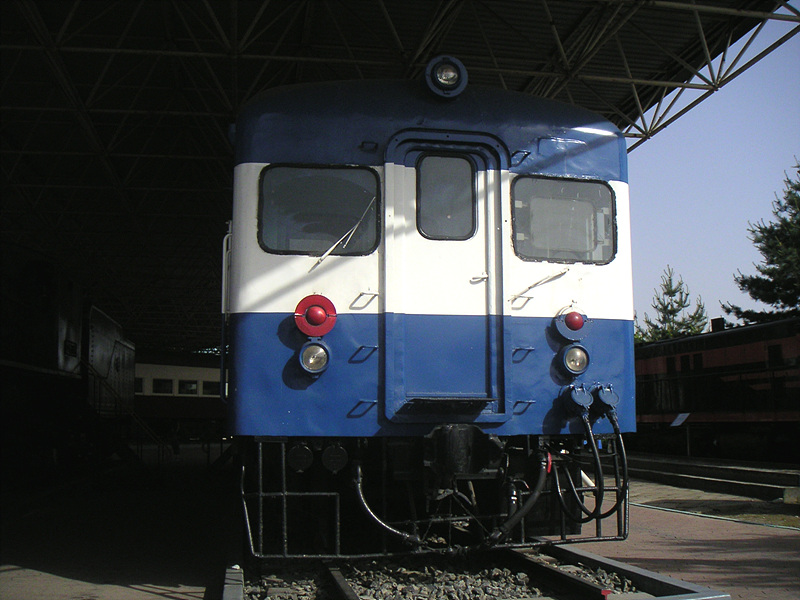
니가타 디젤 동차 672호
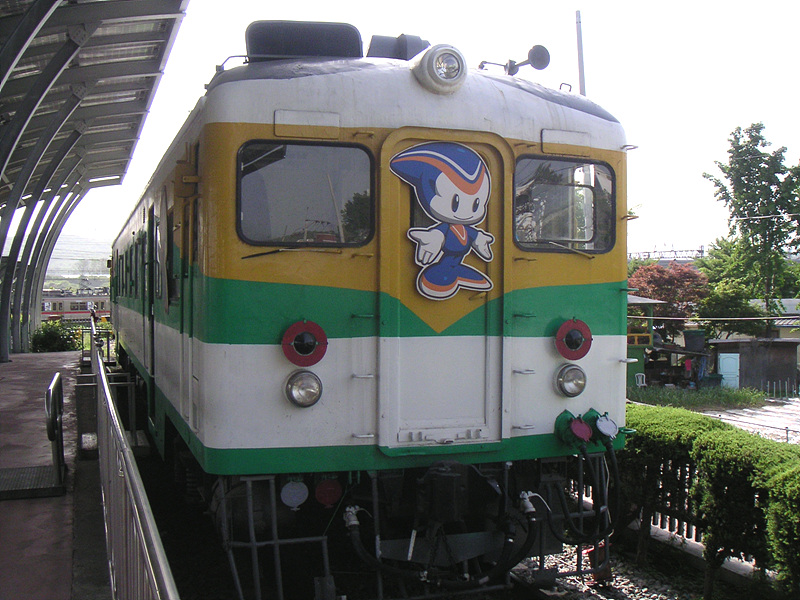
특별 동차 8호
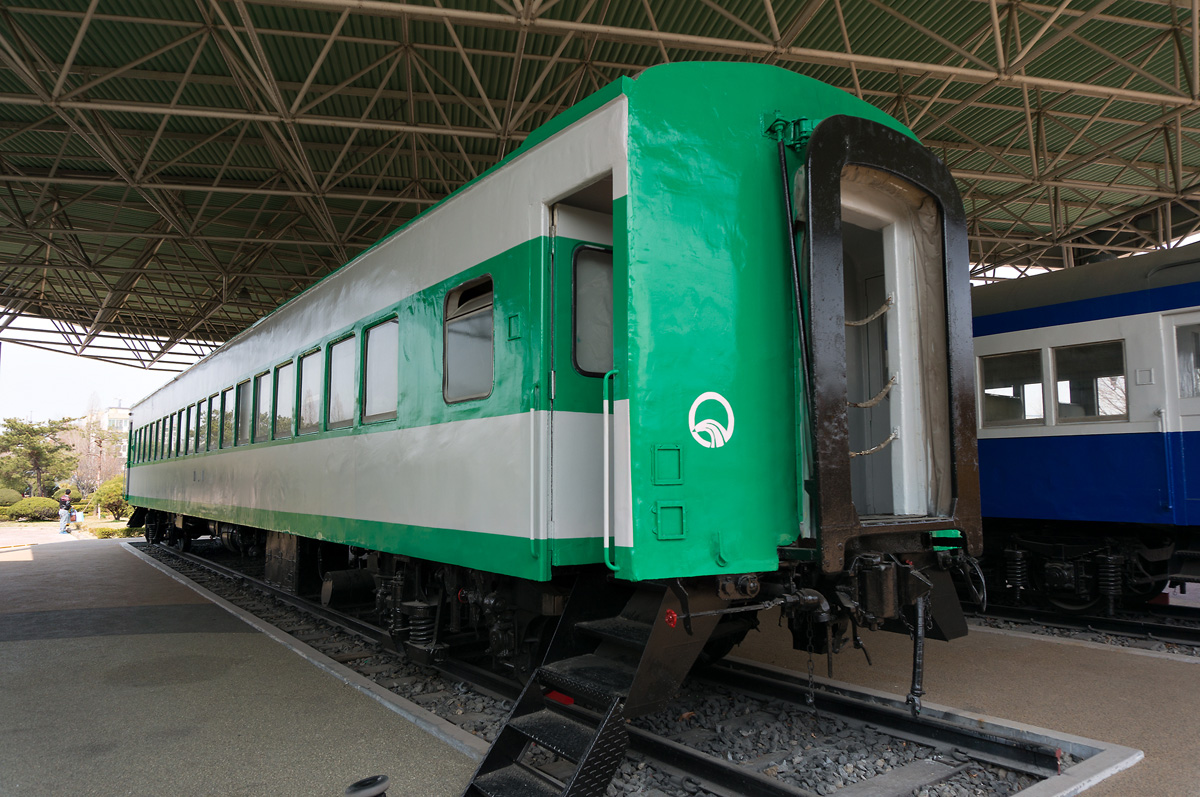
통일호 객차 13101호
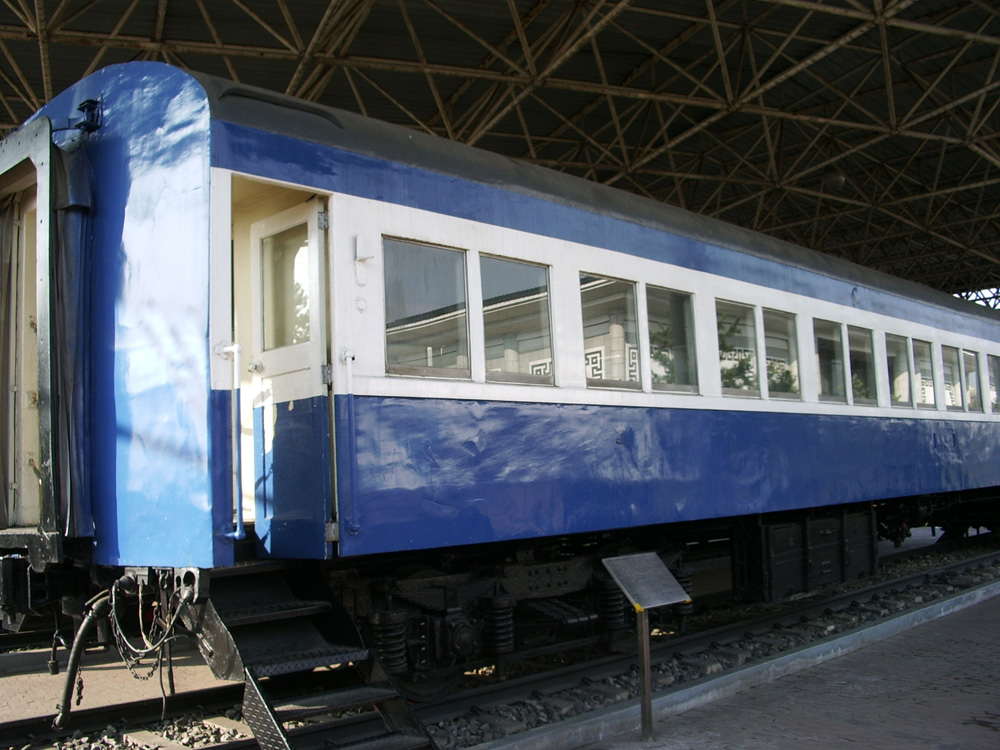
비둘기호 객차 12061호
난방차 905호

## 소장품
현재 전시품은 약 1만점을 소장하고 있다.

### 등록문화재
철도박물관에 소장되어 있는 대한민국의 등록문화재로 지정된 차량 및 물품은 아래와 같다.
| 번호  | 사진 | 명칭                        | 지정일                | 참조 |
| 417호 |      | 파시형 증기기관차 23호      | 2008년 10월 17일 지정 |      |
| 418호 |      | 협궤 증기기관차 13호        | 2008년 10월 17일 지정 |      |
| 419호 |      | 대통령 전용객차             | 2008년 10월 17일 지정 |      |
| 420호 |      | 주한 유엔군 사령관 전용객차 | 2008년 10월 17일 지정 |      |
| 421호 |      | 협궤무개화차                | 2008년 10월 17일 지정 |      |
| 422호 |      | 협궤유개화차                | 2008년 10월 17일 지정 |      |
| 423호 |      | 대한제국기 철도 통표        | 2008년 10월 17일 지정 |      |
| 424호 |      | 대한제국기 경인철도 레일    | 2008년 10월 17일 지정 |      |
| 425호 |      | 쌍신폐색기                  | 2008년 10월 17일 지정 |      |

### 실내 전시 물품
- 차량 모형과 명판
- 통표폐색기 등 신호 설비
- 차표 및 시각표, 다이어그램, 배선도
- 보선 장비
- 각종 기기
- 각종 부품
- 고 김재현 기관사 유품
- 구 서울역 그릴 비품

## 이용
- 박물관 폐관 30분 전까지만 입장할 수 있다.
- 매주 월요일, 법정공휴일 다음날, 설날과 추석 및 그 연휴, 신정에는 휴관한다.
- 4세 미만, 65세 이상이거나 장애인 복지카드를 소지한 경우 무료 입장이 가능하다.
- 하절기(3~10월)은 오전 9시부터 오후 6시까지 개관하며, 동절기엔 오후 5시까지 개관한다.

## 역대 관장
- 김기억 : 초대 박물관장으로, 1973년부터 전국의 각 역에 공문을 보내 박물관에 전시할 유물을 수집하였다.[1]
- 손길신
- 정병철
- 정문영
- 배은선 (2022~)

## 같이 보기
- 대한민국의 박물관과 미술관 목록
- 대한민국의 국립 박물관 목록